# Клермонт (Квинсленд)
Клермонт (англ. Clermont) — город, находящийся в районе Айзак, восточный Квинсленд, Австралия.

## География
Клермонт находится в восточной части Квинсленда в 280 км к юго-западу от Маккая. Транспортный узел.

## Климат
Средняя температура составляет 25 °С. Самый теплый месяц — декабрь, при средней температуре 31 °C, и самый холодный июль, при средней температуре 16 °C. Среднегодовое количество осадков составляет 784 миллиметров. Самый влажный месяц — февраль (153 мм), а самый сухой — август (16 мм).

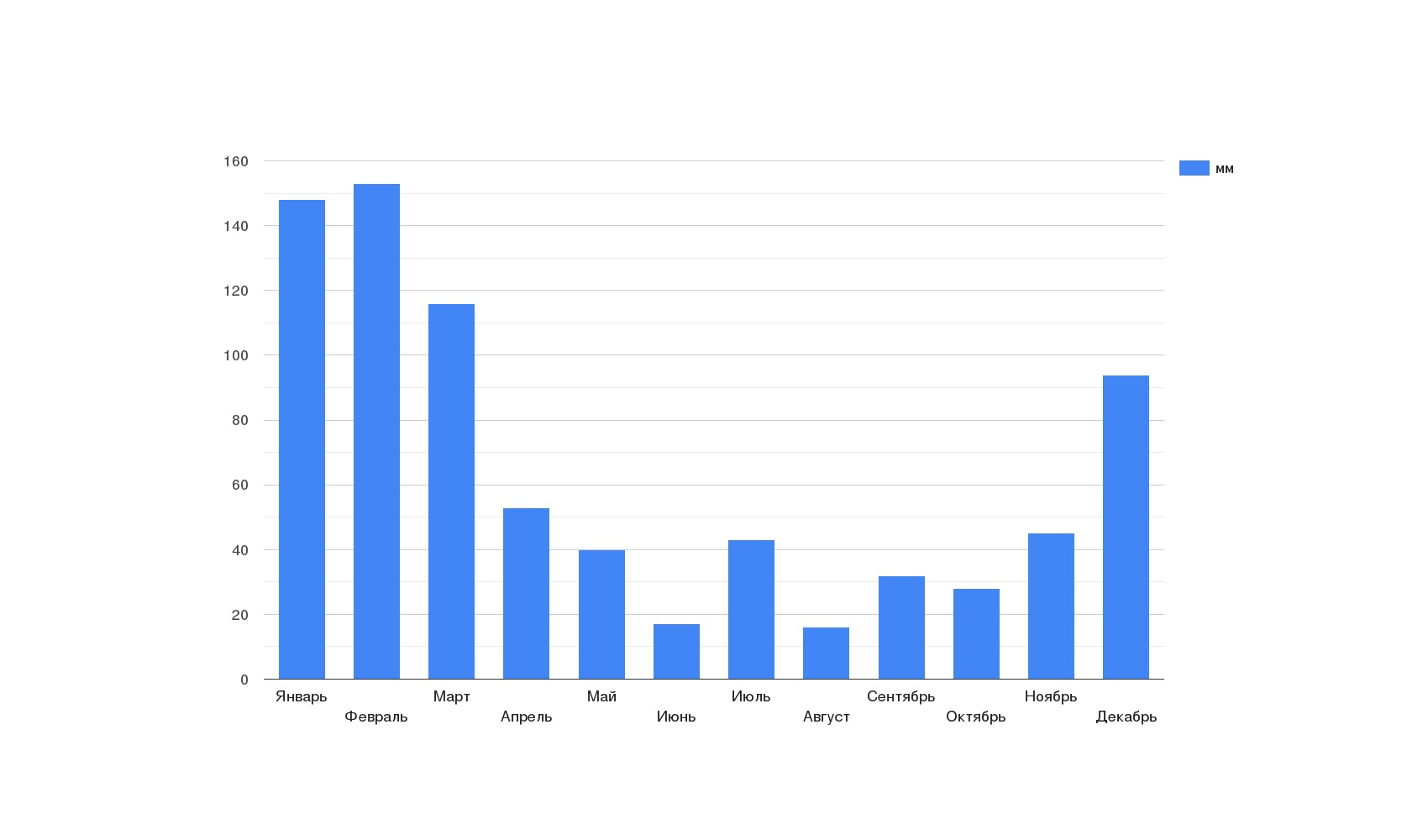
Количество осадков в Клермонте по месяцам

## Демография
По данным переписи 2016 года, население Клермонта составляло 3 031 человек. Из них 51,1 % были мужчины, а 48,9 % — женщины. Средний возраст населения составил 34 года. 79,7 % жителей Клермонта родились в Австралии. Другими ответами по стране рождения были Новая Зеландия (2.0 %), Великобритания (1.0 %), Филиппины (1.0 %) и ЮАР (0.7 %).
| 1901 | 1947 | 1971 | 1981 | 2001 | 2006 | 2011 | 2016 |
| ---- | ---- | ---- | ---- | ---- | ---- | ---- | ---- |
| 1955 | 1491 | 1222 | 1659 | 2042 | 1854 | 3058 | 3031 |

## История
Первым европейцем, побывавшим в этом районе в 1845 году был немецкий путешественник Людвиг Лейхгардт. Но причиной создания здесь города стало открытие месторождения золота в 1962 году. Почтовое отделение Клермонта открылось в 1963 году, школа — в 1867 году.

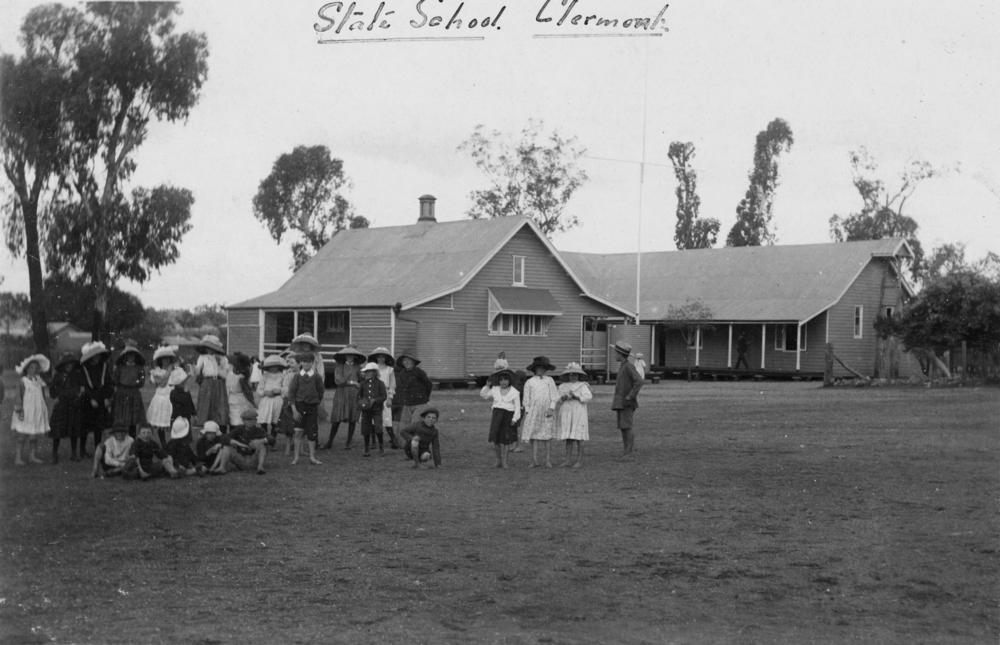
Клермонтская школа, 1905
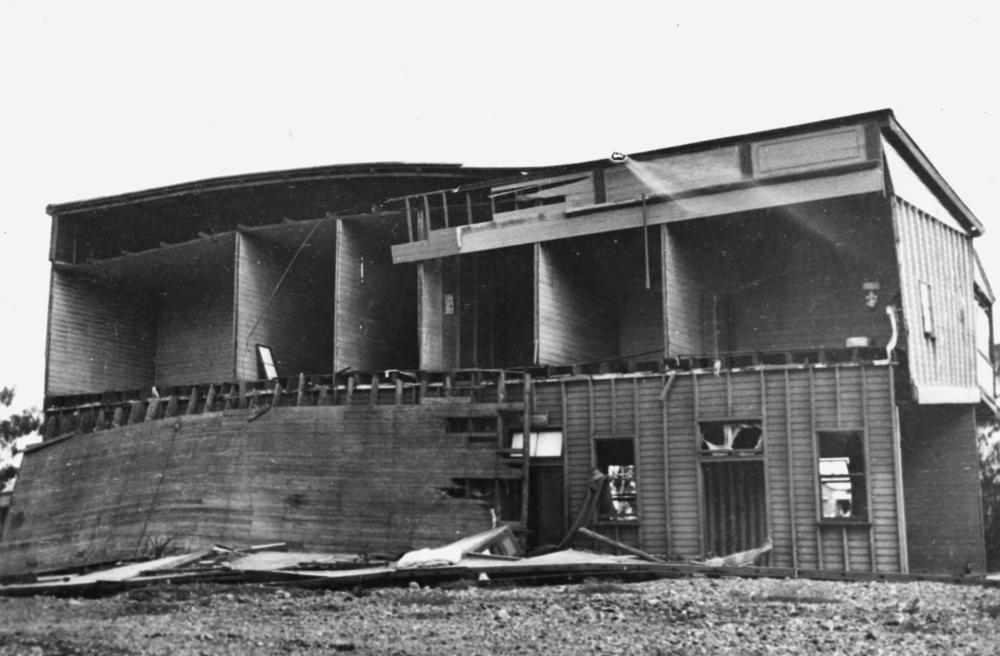
Разрушенный наводнением дом, 1916
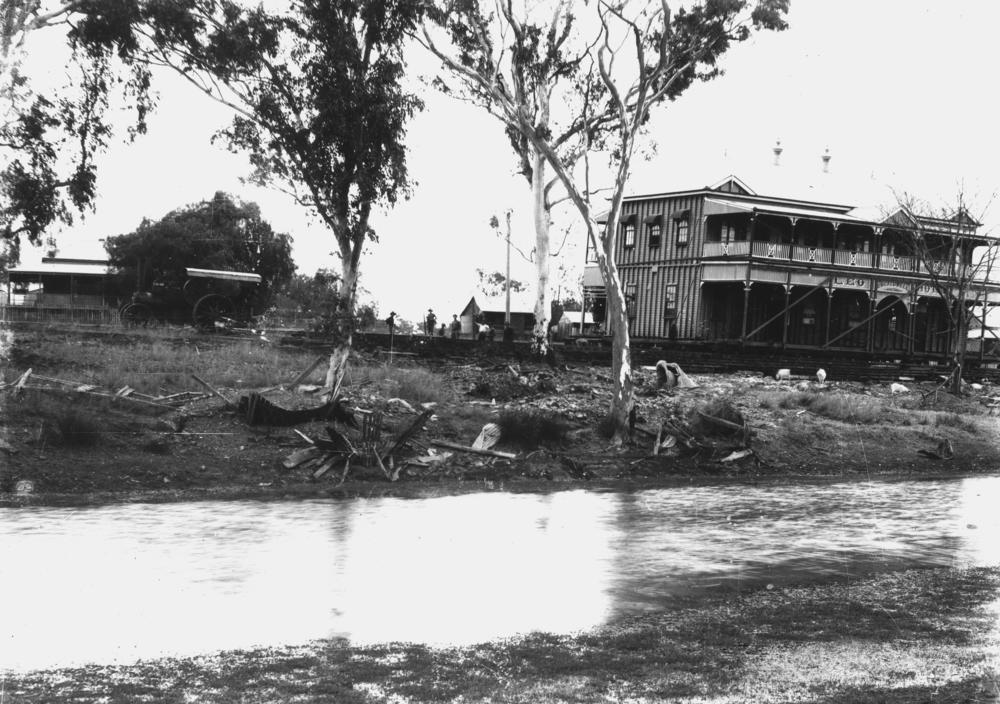
Гостиница «Лео» после наводнения, 1917